# University of Guelph

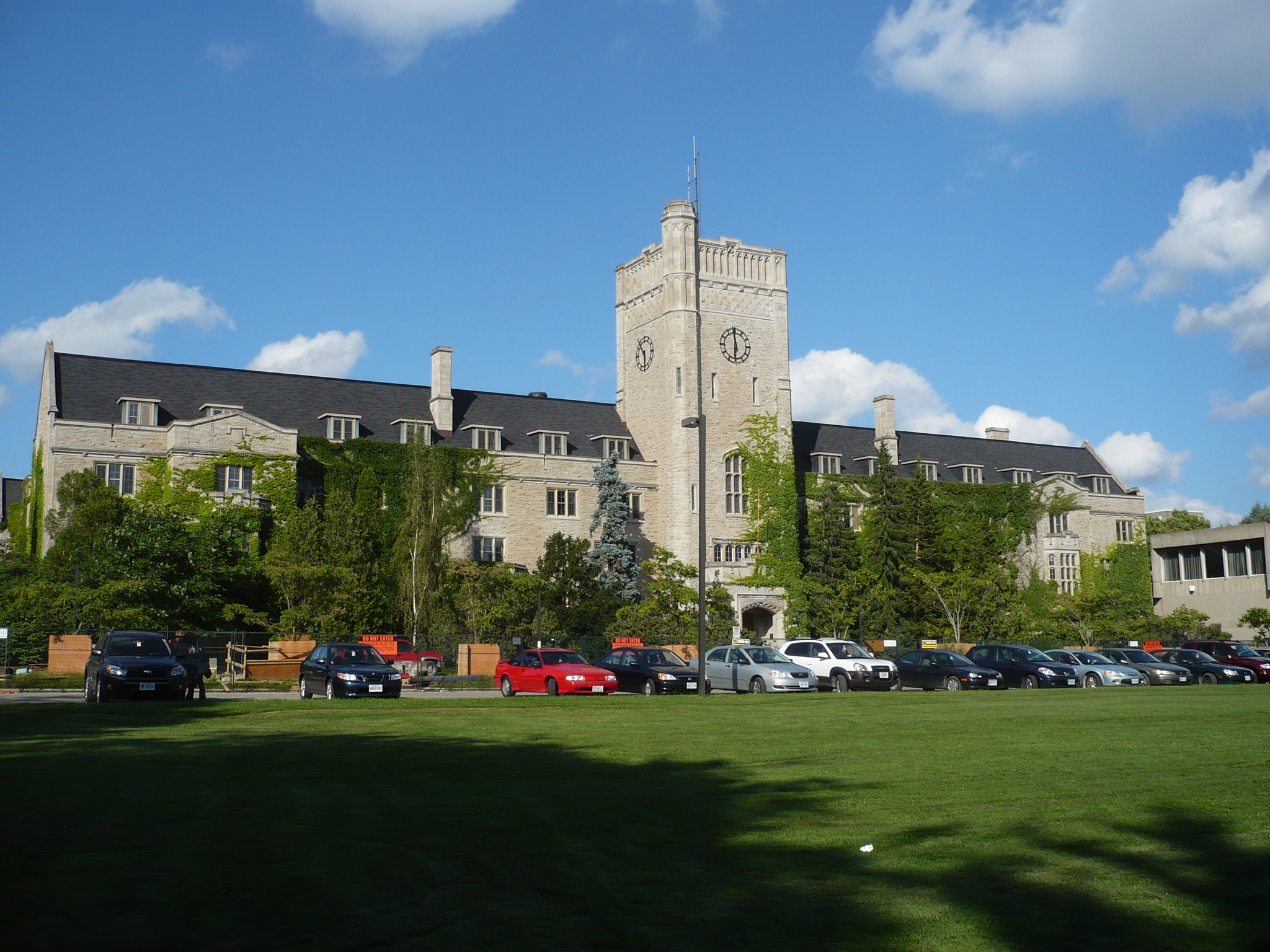
Das Johnston-Hall-Gebäude, Sitz der Universitätsverwaltung

Die University of Guelph (U of G) ist eine staatlich öffentliche Forschungsuniversität in Guelph in der Provinz Ontario. Sie wurde 1964 nach dem Zusammenschluss des Ontario Agricultural College, dem Macdonald Institute und dem Ontario Veterinary College gegründet. Die Universität bietet 94 Bachelor-, 48 Master- und 6 Zertifikatstudiengänge in verschiedenen Disziplinen an.

## Geschichte
Die Geschichte der Universität geht bis Anfang 1900 zurück, als die Regierung von Ontario 200 Hektar Land kaufte und am 1. Mai 1874 das Ontario School of Agriculture eröffnete. Einige Jahre später, 1880, wurde dieses auf den Namen Ontario Agricultural College (OAC) umbenannt. Das erste fertiggestellte Gebäude war das Moreton Lodge, auf dem sich heute die Johnston Hall befindet. Das Gebäude beinhaltete Vorlesungssäle, eine Bibliothek und andere Einrichtungen. In den folgenden Jahren entstanden weitere Gebäude, die sich auf dem Campus befinden, darunter das President’s Residence, Raithby House und die Day Hall.
Das Macdonald Institute wurde im Jahre 1903 gegründet und beherbergte die Studentinnen mehrere Studienrichtungen in Ökonomie, Naturwissenschaften sowie Kunst und Kulturwissenschaften. Das Institut wurde nach dem Finanzierer der Einrichtung, Sir William Macdonald, benannt. Das Ontario Veterinary College (OVC), welches im Jahre 1862 in Toronto gegründet wurde, wurde 1922 auf den Campus der Universität verlegt. Dies hatte zur Folge, dass weitere Gebäude errichtet werden mussten, da sonst die Kapazitäten nicht ausreichten. Die Gebäude, die in dieser Periode fertiggestellt wurden, sind die MacDonald Hall, Massey Hall, the Bullring, Mills Hall und Food Science.
Die War Memorial Hall (bekannt auch als Memorial Hall) ist ein Markenzeichen der Universität auf dem Campus, welches im Jahre 1924 errichtet wurde. Es beinhaltet ein Auditorium und ein Gedenkplatz an die gefallenen Studenten des Ersten Weltkrieges. Zwei Bronze-Gedenktafeln in der Memorial Chapel erinnern an die Alumni, welche während des Ersten Weltkriegs und des Zweiten Weltkriegs gefallen sind. In der Johnston Hall, welche im Jahr 1931 errichtet wurde, befindet sich die Universitätsverwaltung und Universitätsleitung. Diese drei Colleges schlossen sich zusammen und gründeten am 8. Mai 1964 die University of Guelph.

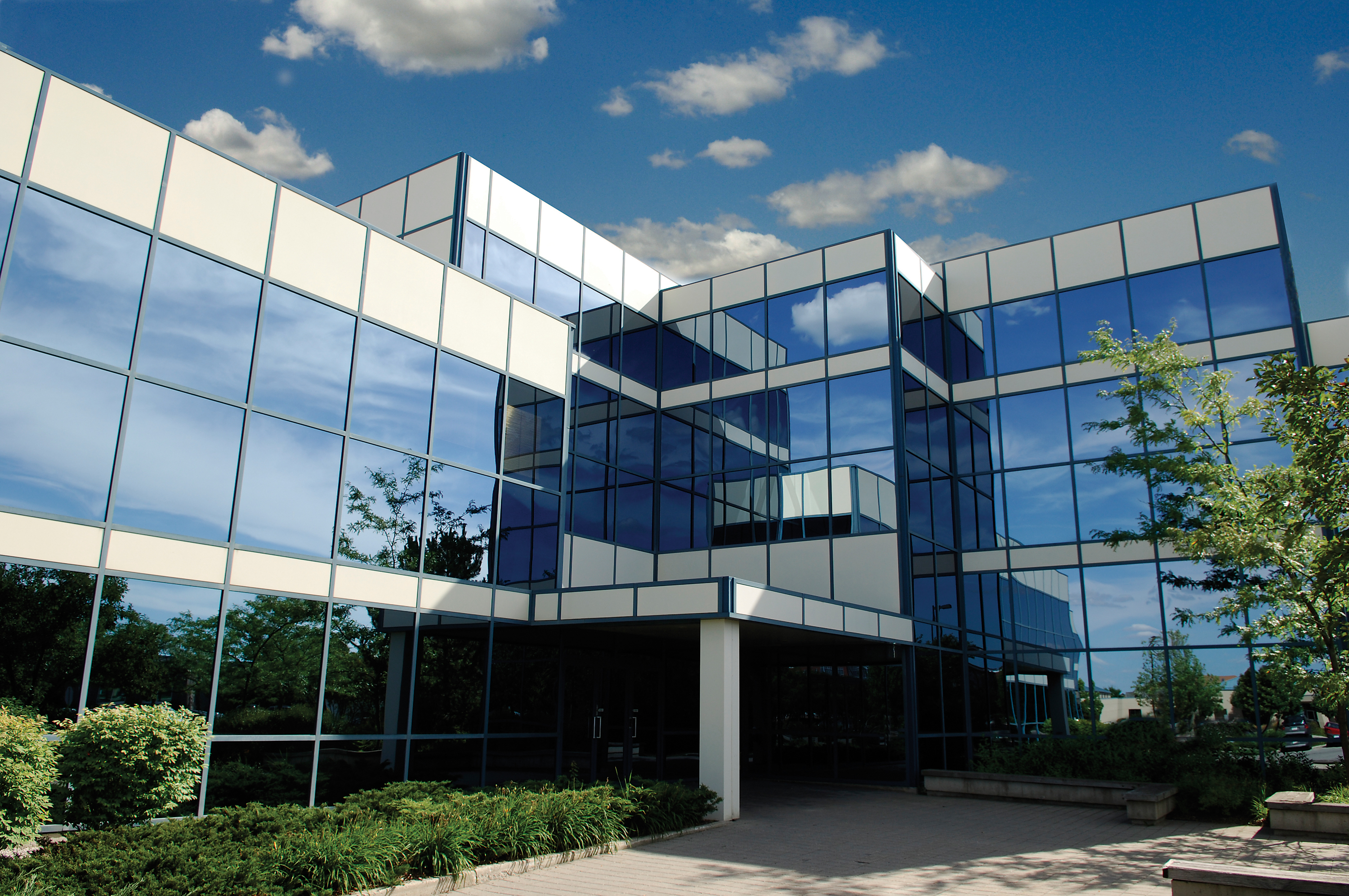
Das Research Park Center

## Fakultäten und Fachbereiche
- Fakultät für Kunstwissenschaft (College of Arts)
  - Fachbereich Englisch und Theaterwissenschaft (School of English and Theatre Studies)
  - Fachbereich Sprach- und Literaturwissenschaften (School of Languages and Literatures)
  - Fachbereich Kunst und Musikwissenschaft (School of Fine Art and Music)
- Fakultät für Biologie (College of Biological Science)
- Fakultät für Wirtschaftswissenschaften (College of Management and Economics)
  - Hotelfachschule (School of Hospitality and Tourism Management)
- Fakultät für Physik und Ingenieurwissenschaften (College of Physical & Engineering Science)
  - Fachbereich Informatik (School of Computer Science)
  - Fachbereich Ingenieurwissenschaften (School of Engineering)
- Fakultät für Human- und Sozialwissenschaften (College of Social & Applied Human Sciences)
- Fakultät für Landwirtschaft, Ernährungs- & Umweltwissenschaften (Ontario Agricultural College)
  - Fachbereich Umweltdesign und Landentwicklung (School of Environmental Design and Rural Development)
  - Fachbereich Umweltwissenschaften (School of Environmental Sciences)
- Fakultät für Tiermedizin (Ontario Veterinary College)

- Office of Open Learning
- University of Guelph-Humber

## Campusanlagen

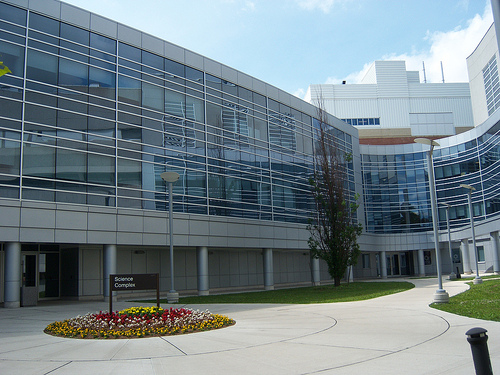
Das Science Complex der Universität

### Hauptcampus
Der Hauptcampus verfügt über eine Fläche von 495 Hektar. Hinzu kommen weitere 408 Hektar Fläche des University of Guelph Arboretum und 12 Hektar des Research Parks. Neben der Universitätsleitung befinden sich auf dem Campus mehrere Gebäude die Vorlesungssäle, Bibliotheken, Restaurants und einige Studentenwohnheime.

### Regionale Campusanlagen
Das Ontario Agricultural College, das heute zu der Universität gehört, verfügt über mehrere Campusanlagen in der Provinz. Insgesamt verfügt das College über drei Campusanlagen. Zwei in den östlichen Counties Prescott and Russell und Leeds and Grenville, nahe Ottawa, und einen Campus in der Stadt Chatham-Kent, nahe Detroit.

### University of Guelph-Humber
Die University of Guelph-Humber wird partnerschaftlich von der UoG und dem Humber College betrieben. Sie befindet sich auf dem Nordcampus des Humber College in Toronto. Es werden acht vierjährige Studiengänge angeboten, die jeweils mit einem Bachelor und einem College-Diplom abgeschlossen werden.

## Bekannte Absolventen
- Laura Bertram (* 1978), kanadische Schauspielerin
- Roberta Lynn Bondar (* 1945), kanadische Astronautin der CSA
- Tim Bray (* 1955), kanadischer Autor, Unternehmer und Softwareentwickler
- Cassie Campbell (* 1973), kanadischer Eishockeyspieler
- Kenneth Mitchell (1974–2024), kanadischer Schauspieler
- Judith Moses, kanadische Politikerin
- Werner O. Packull (1941–2018), kanadischer Historiker und Kirchenhistoriker deutscher Abstammung
- Vandana Shiva (* 1952), indische Physikerin, Philosophin und Aktivistin
- Stanley Thompson (1893–1953), kanadischer Golfarchitekt
- Mike Wallace, kanadischer Politiker
- Nick Mancuso (* 1948), kanadischer Schauspieler